# Грузія на літніх Паралімпійських іграх 2008
Грузія на літніх Паралімпійських іграх 2008 року була представлена 1 спортсменом в одному виді спорту.

## Паверліфтинг
Чоловіки
| Спортсмен    | Змагання | Результат | Місце |
| ------------ | -------- | --------- | ----- |
| Яго Горгодзе | до 90 кг | 140.0     | 8     |